# Leichtathletik-Länderkampf der Männer 1977 BR Deutschland – Belgien – Niederlande
| 14. Leichtathletik-Länderkampf mit bundesdeutscher Beteiligung 1977 | 14. Leichtathletik-Länderkampf mit bundesdeutscher Beteiligung 1977 |
| ------------------------------------------------------------------- | ------------------------------------------------------------------- |
|                                                                     |                                                                     |
| Ländervergleich der Männer: BR Deutschland – Belgien – Niederlande  |                                                                     |
| Austragungsort                                                      | Bamberg                                                             |
| Wettbewerbe                                                         | 20                                                                  |
| Datum                                                               | 27. August                                                          |
| 1. BEL 2. FRG 3. NLD                                                | 170 Punkte 167 Punkte 083 Punkte                                    |
| Chronik                                                             |                                                                     |
| ← SWE-FRG (F)                                                       | GBR-FRG (M) →                                                       |

Im vierzehnten Vergleich des Länderkampfjahres 1977 trafen sich die Männer der Bundesrepublik Deutschland, Belgien, und der Niederlande zu ihrem sechsten Dreiländerkampf. Am 27. August kamen die drei Nationen in Bamberg zusammen. Wegen des an den nächsten beiden Tagen in London ausgetragenen Länderkampfs gegen Großbritannien trat die Bundesrepublik Deutschland in einer Zweitbesetzung an. Alle vorangegangenen Begegnungen hatte die Bundesrepublik vor Belgien und den Niederlanden gewonnen. Auch in Zweiervergleichen gegen diese Gegner hatte die Bundesrepublik immer die Oberhand behalten.

## Modus
Auf dem Programm standen die bei Länderkämpfen üblichen zwanzig Disziplinen. Aus dem olympischen Wettbewerbskatalog fehlten nur der Marathonlauf, die beiden Disziplinen im Straßengehen und der Zehnkampf. Die Punkte in den Einzelwettbewerben wurden folgendermaßen verteilt: 1. Platz: 7 P / 2. Pl.: 5 P / 3. Pl.: 4 P / 4. Pl.: 3 P / … In den Staffeln gab es sieben zu vier zu zwei Punkte.

## Ergebnis
Zwischen Belgien und der Bundesrepublik ging es eng zu. Die Niederländer hingegen kamen nur im 10.000-Meter-Lauf zu ihrem einzigen Disziplingewinn. In den Einzelläufen entschieden die belgischen Sportler fünf, die bundesdeutschen Athleten vier Wettbewerbe für sich. Beide Staffeln gingen an Belgien. Auch im Bereich Sprung lag Belgien gegenüber Deutschland mit einem Disziplingewinn vorn. Belgien verbuchte zwei Siege, Deutschland einen, der Weitsprung endete unentschieden. Die bundesdeutschen Vertreter verbuchten zwar alle vier Wettbewerbe in der Kategorie Wurf/Stoß für sich, doch in der Länderkampfwertung lag Belgien mit 167 Punkten am Ende ganz knapp vorn. Nur drei Punkte dahinter kam die Bundesrepublik Deutschland auf den zweiten Platz. Die Niederländer landeten mit 83 Punkten abgeschlagen auf dem dritten und letzten Platz.

## Legende
Kurze Übersicht zur Bedeutung der Symbolik – so üblicherweise auch in sonstigen Veröffentlichungen verwendet:
| NMH | keine Höhe (No Mark)  |
| ogV | ohne gültigen Versuch |

## Resultate

### 100 m
| Platz | Athlet           | Land | Zeit (s) |
| ----- | ---------------- | ---- | -------- |
| 1     | Reno Roelandt    | BEL  | 10,71    |
| 2     | Lambert Micha    | BEL  | 10,75    |
| 3     | Henk Brouwer     | NLD  | 10,80    |
| 4     | Bernd Goldstein  | FRG  | 10,90    |
| 5     | Ben Callemyn     | NLD  | 10,95    |
| 6     | Friedhelm Heckel | FRG  | 11,15    |

### 200 m
| Platz | Athlet            | Land | Zeit (s) |
| ----- | ----------------- | ---- | -------- |
| 1     | Reno Roelandt     | BEL  | 21,28    |
| 2     | Lambert Micha     | BEL  | 21,61    |
| 3     | Bruno Werner      | FRG  | 21,61    |
| 4     | Thomas Schultheiß | FRG  | 21,62    |
| 5     | Aad Veldhoen      | NLD  | 21,66    |
| 6     | Henk Brouwer      | NLD  | 22,42    |

### 400 m
| Platz | Athlet            | Land | Zeit (s) |
| ----- | ----------------- | ---- | -------- |
| 1     | Alfons Brydenbach | BEL  | 47,00    |
| 2     | Eddy De Leeuw     | BEL  | 47,15    |
| 3     | Michael Düsing    | FRG  | 47,83    |
| 4     | Ludger Zander     | FRG  | 48,13    |
| 4     | Koen Gijsberts    | NLD  | 48,70    |
| 6     | Ronaldo Mercelina | NLD  | 49,16    |

### 800 m
| Platz | Athlet            | Land | Zeit (min) |
| ----- | ----------------- | ---- | ---------- |
| 1     | Herbert Wursthorn | FRG  | 1:51,08    |
| 2     | Tony Goovaerts    | BEL  | 1:51,25    |
| 3     | Heinz Maier       | FRG  | 1:51,59    |
| 4     | Arno Körmeling    | NLD  | 1:51,69    |
| 5     | Eric van Amstel   | NLD  | 1:52,14    |
| 6     | Guy Tondeur       | BEL  | 1:52,87    |

### 1500 m
| Platz | Athlet            | Land | Zeit (min) |
| ----- | ----------------- | ---- | ---------- |
| 1     | Marc Nevens       | BEL  | 3:44,8     |
| 2     | Herman Mignon     | BEL  | 3:45,0     |
| 3     | Joost Borm        | NLD  | 3:45,2     |
| 4     | Jos Hermens       | NLD  | 3:46,0     |
| 5     | Alfred Wunderlich | FRG  | 3:46,5     |
| 6     | Karl-Heinz Seck   | FRG  | 3:55,8     |

### 5000 m
| Platz | Athlet           | Land | Zeit (min) |
| ----- | ---------------- | ---- | ---------- |
| 1     | Frank Grillaert  | BEL  | 13:52,7    |
| 2     | Klaas Lok        | NLD  | 14:08,6    |
| 3     | Josef Gees       | BEL  | 14:09,7    |
| 4     | Josef Lechner    | FRG  | 14:09,8    |
| 5     | Werner Grommisch | FRG  | 14:19,2    |
| 6     | Jo Schout        | NLD  | 14:19,6    |

### 10.000 m
| Platz | Athlet           | Land | Zeit (min) |
| ----- | ---------------- | ---- | ---------- |
| 1     | Gerard Tebroke   | NLD  | 27:41.5    |
| 2     | Willy Polleunis  | BEL  | 29:01,6    |
| 3     | Alex Hagelsteens | BEL  | 29:02,5    |
| 4     | Ad Buys          | NLD  | 29:09,1    |
| 5     | Reinhard Leibold | FRG  | 29:40,0    |
| 6     | Günter Zahn      | FRG  | 30:57,6    |

### 110 m Hürden
| Platz | Athlet           | Land | Zeit (s) |
| ----- | ---------------- | ---- | -------- |
| 1     | Hans-Gerd Klein  | FRG  | 14,37    |
| 2     | Karl-Jörg Kerl   | FRG  | 14,39    |
| 3     | Claude Raspe     | BEL  | 14,80    |
| 4     | Luc Carlier      | BEL  | 15,00    |
| 5     | Henk Kort        | NLD  | 15,21    |
| 6     | Max van den Does | NLD  | 15,45    |

### 400 m Hürden
| Platz | Athlet             | Land | Zeit (s) |
| ----- | ------------------ | ---- | -------- |
| 1     | Thomas Löwe        | FRG  | 51,54    |
| 2     | Harry Schulting    | NLD  | 52,18    |
| 3     | Peter Scobel       | FRG  | 53,52    |
| 4     | Johann Dobbelaere  | BEL  | 53,86    |
| 5     | Hugo Pont          | NLD  | 54,43    |
| 6     | Jean-Pierre Borlée | BEL  | 54,99    |

### 3000 m Hindernis
| Platz | Athlet        | Land | Zeit (min) |
| ----- | ------------- | ---- | ---------- |
| 1     | Oskar Huber   | FRG  | 8:40,1     |
| 2     | Patriz Ilg    | FRG  | 8:40,4     |
| 3     | Paul Thys     | BEL  | 8:45,3     |
| 4     | Hans Koeleman | NLD  | 8:53,5     |
| 5     | Elie Aubertin | BEL  | 8:56,9     |
| 6     | Steef Kijne   | NLD  | 8:58,5     |

### 4 × 100 m Staffel
| Platz | Besetzung      | Land                                                             | Zeit (s) |
| ----- | -------------- | ---------------------------------------------------------------- | -------- |
| 1     | Belgien        | Lambert Micha Reno Roelandt Danny Roelandt Frank Verhelst        | 40,65    |
| 2     | BR Deutschland | Friedhelm Heckel Bruno Werner Bernward Plenker Thomas Schultheiß | 41,00    |
| 3     | Niederlande    | Aad Veldhoen Ben Callemyn Henk Brouwer Ed Pireau                 | 41,64    |

### 4 × 400 m Staffel
| Platz | Besetzung      | Land                                                              | Zeit (min) |
| ----- | -------------- | ----------------------------------------------------------------- | ---------- |
| 1     | Belgien        | Alfons Brydenbach Eddy De Leeuw Henri Hermans Rijk Van den Berghe | 3:08,2     |
| 2     | BR Deutschland | Michael Düsing Joachim Rabstein Ludger Zander Andreas Pesch       | 3:08,3     |
| 3     | Niederlande    | Koen Gijsbers Harry Schulting Hugo Pont Ronaldo Mercelina         | 3:13,1     |

### Hochsprung
| Platz | Athlet             | Land | Höhe (m) |
| ----- | ------------------ | ---- | -------- |
| 1     | William Nachtegael | BEL  | 2,14     |
| 2     | Eddy Annijs        | BEL  | 2,11     |
| 3     | Wolfgang Bachl     | FRG  | 2,08     |
| 4     | Jochen Schieker    | FRG  | 2,04     |
| 5     | Cees Messters      | NLD  | 1,95     |
| NMH   | Raymond de Vries   | NLD  | ogV      |

### Stabhochsprung
| Platz | Athlet               | Land | Höhe (m) |
| ----- | -------------------- | ---- | -------- |
| 1     | Patrick Desruelles   | BEL  | 5,00     |
| 2     | Dietmar Coss         | FRG  | 4,80     |
| 3     | Elie Van Vlierberghe | BEL  | 4,80     |
| 4     | Thomas Willms        | FRG  | 4,80     |
| 5     | Eltjo Schutter       | NLD  | 4,60     |
| NMH   | Pim Göbel            | NLD  | ogV      |

### Weitsprung
| Platz | Athlet            | Land | Weite (m) |
| ----- | ----------------- | ---- | --------- |
| 1     | Ronald Desruelles | BEL  | 7,56      |
| 2     | Hans Schicker     | FRG  | 7,54      |
| 3     | Clemens Prokop    | FRG  | 7,36      |
| 4     | Edsel Trumpet     | NLD  | 7,12      |
| 5     | Philippe Housiaux | BEL  | 6,84      |
| 6     | Ed Pireau         | NLD  | 6,79      |

### Dreisprung
| Platz | Athlet            | Land | Weite (m) |
| ----- | ----------------- | ---- | --------- |
| 1     | Ludwig Franz      | FRG  | 15,25     |
| 2     | Richard Kick      | FRG  | 14,64     |
| 3     | Paul Henry        | BEL  | 14,36     |
| 4     | Dominique Rolland | BEL  | 14,32     |
| 5     | Max van der Does  | NLD  | 14,25     |
| 6     | Peter von Leeuwen | NLD  | 14,00     |

### Kugelstoßen
| Platz | Athlet                  | Land | Weite (m) |
| ----- | ----------------------- | ---- | --------- |
| 1     | Henning Maßholder       | FRG  | 18,05     |
| 2     | Claus-Dieter Föhrenbach | FRG  | 17,30     |
| 3     | Robert Van Schoor       | BEL  | 16,53     |
| 4     | Georges Schroeder       | BEL  | 16,37     |
| 5     | Ruhl Sjaak              | NLD  | 16,03     |
| 6     | Rob Hermans             | NLD  | 14,90     |

### Diskuswurf
| Platz | Athlet            | Land | Weite (m) |
| ----- | ----------------- | ---- | --------- |
| 1     | Peter Schulze     | FRG  | 57,12     |
| 2     | Werner Hartmann   | FRG  | 55.98     |
| 3     | Robert Van Schoor | BEL  | 52,48     |
| 4     | Georges Schroeder | BEL  | 49,70     |
| 5     | Ruhl Sjaak        | NLD  | 45,86     |
| 6     | Rob Hermans       | NLD  | 44,82     |

### Hammerwurf
| Platz | Athlet           | Land | Weite (m) |
| ----- | ---------------- | ---- | --------- |
| 1     | Manfred Schubert | FRG  | 66,32     |
| 2     | Klaus Ploghaus   | FRG  | 65.76     |
| 3     | Jacques Mortier  | BEL  | 54,78     |
| 4     | Frans Hoste      | BEL  | 51,46     |
| 5     | Carel ter Horst  | NLD  | 50,56     |
| 6     | Frank Eilander   | NLD  | 49,84     |

### Speerwurf
| Platz | Athlet              | Land | Weite (m) |
| ----- | ------------------- | ---- | --------- |
| 1     | Klaus Wolfermann    | FRG  | 80.54     |
| 2     | Josef Schaffarzik   | FRG  | 75,32     |
| 3     | Tony Duchateau      | BEL  | 68,52     |
| 4     | Arjan Eleveid       | NLD  | 64,68     |
| 5     | Robert van Bokhoven | NLD  | 60,08     |
| 6     | Paul De Roo         | BEL  | 59,40     |